# Pembroke J. Herring
Pembroke J. Herring est un monteur et producteur américain né le 15 avril 1930 à Miami en Floride et mort le 19 mai 2020. Il a reçu trois nominations pour l'Oscar du meilleur montage.

## Filmographie

### Monteur
- 1966-1968 : Daniel Boone (9 épisodes)
- 1970 : Tora ! Tora ! Tora !
- 1971 : Maybe I'll Come Home in the Spring
- 1972 : Opération Cobra
- 1972 : Buck et son complice
- 1973 : L'amour fleurit en décembre
- 1973-1975 : Barnaby Jones (12 épisodes)
- 1974 : Uptown Saturday Night
- 1974 : Panic on the 5:22
- 1975 : Le Coup à refaire
- 1976 : En route pour la gloire
- 1977 : A Piece of the Action
- 1977 : SST: Death Flight
- 1978 : Drôle d'embrouille
- 1979 : The Runner Stumbles
- 1980 : Les Petites Chéries
- 1980 : Comment se débarrasser de son patron
- 1982 : La Cage aux poules
- 1983 : Bonjour les vacances...
- 1984 : Johnny le dangereux
- 1985 : Bonjour les vacances 2
- 1985 : Out of Africa
- 1986 : L'Affaire Chelsea Deardon
- 1987 : Who's That Girl
- 1988 : Crime de sang
- 1989 : Great Balls of Fire!
- 1990 : Papa est un fantôme
- 1993 : Un jour sans fin
- 1993 : Sister Act, acte 2
- 1994 : Clifford
- 1994 : La Révélation
- 1995 : Stuart sauve sa famille
- 1996 : Mes doubles, ma femme et moi

### Producteur
- 1974 : Uptown Saturday Night
- 1975 : Le Coup à refaire
- 1977 : A Piece of the Action

## Nominations
- 1970 : Oscar du meilleur montage pour Tora ! Tora ! Tora ! avec Inoue Chikaya et James E. Newcom, perdu au profit de Patton
- 1976 : Oscar du meilleur montage pour En route pour la gloire avec Robert C. Jones, perdu au profit de Rocky
- 1985 : Oscar du meilleur montage pour Out of Africa avec Sheldon Kahn (en), Fredric Steinkamp et William Steinkamp, perdu au profit de Witness